# 都城嘉慕

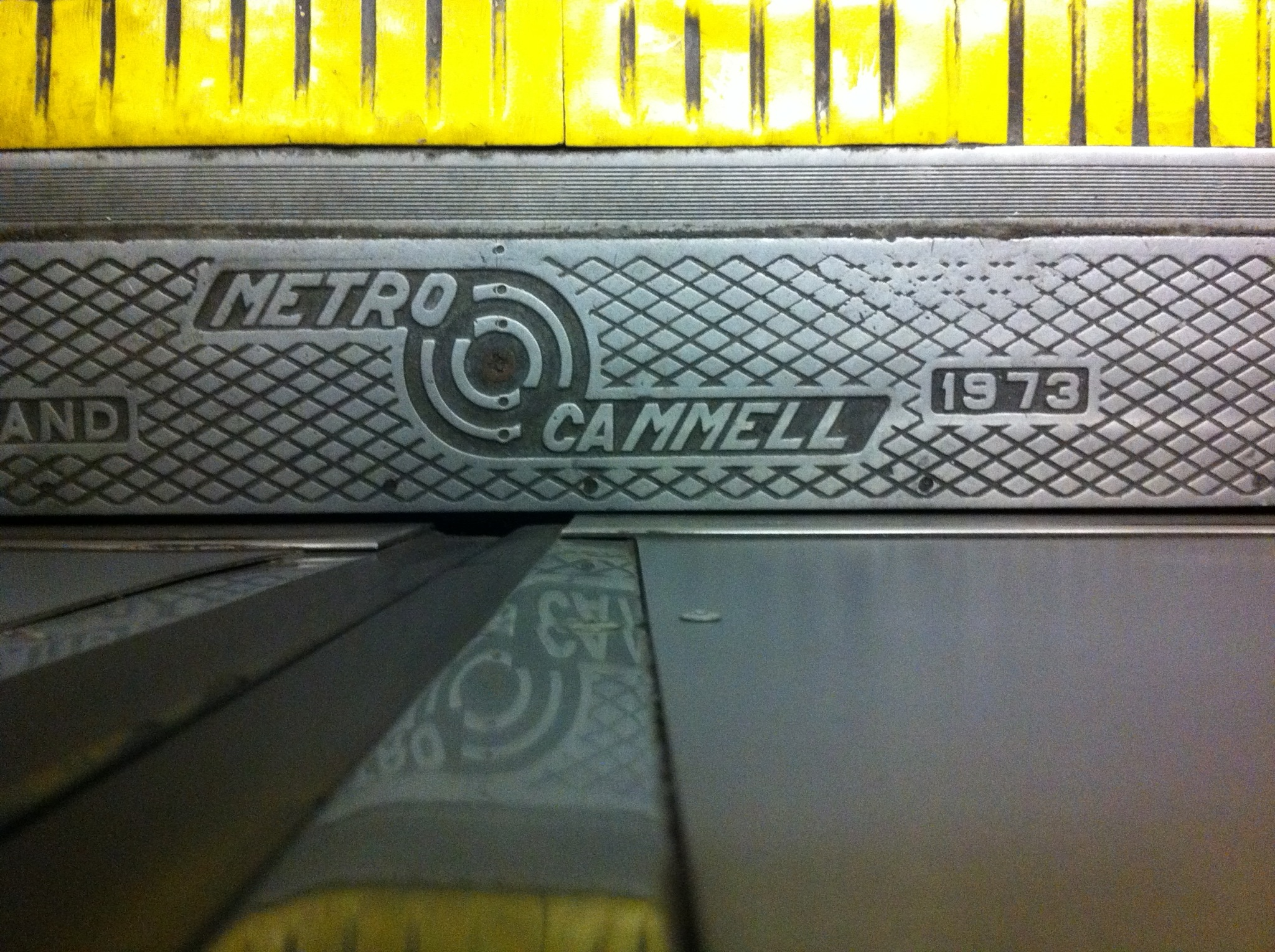
由都城嘉慕建造的倫敦地鐵1973年型列車銘牌的門踏板

都城嘉慕（英語：Metro Cammell 或稱 Metro Cammell England，原名Metropolitan Cammell Carriage and Wagon，縮寫：MCCW）是英國英格蘭一家生產鐵路車輛的公司，於1929年由都城－維克斯公司及嘉慕萊爾德的鐵路部門合併後成立（當中包括英格蘭中部鐵路運輸公司），總部位於伯明翰。都城嘉慕亦生產巴士車身，於1932年，威曼汽車車身與都城嘉慕巴士部合組都城嘉慕威曼公司，兩者同屬萊爾德集團。1989年，萊爾德集團陷入財政危機，同年5月，都城嘉慕被法國阿爾斯通收購。最後一批於伯明翰沃什伍德希思廠房建造的車輛，為英鐵390型電力動車組，2005年製造最後一輛列車後正式關閉。
該公司為英國和海外的鐵路設計和製造列車，包括香港地鐵、九廣鐵路（今東鐵線）、英法海底隧道、泰恩－威爾地鐵，以及為馬來西亞的馬來亞鐵道。柴油機車和電力機車為南非鐵路、馬拉維鐵路、尼日、尚比亞河鐵路（Trans-Zambezi Railway）和巴基斯坦製造。則電氣化火車供應給牙買加鐵路和墨西哥國家鐵路。20世紀中葉生產的絕大多數倫敦地鐵車輛都是由該公司生產的。同時還為英國鐵路設計和建造了藍色波曼特快車。

## 歷史

### 都城鐵路車輛公司時期

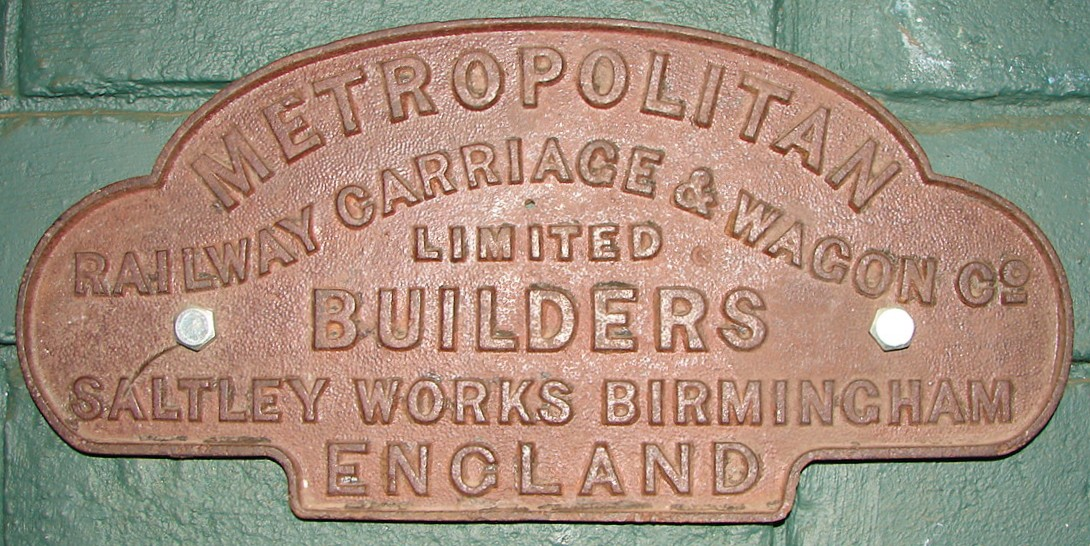
位於南非西開普省的公司廠牌

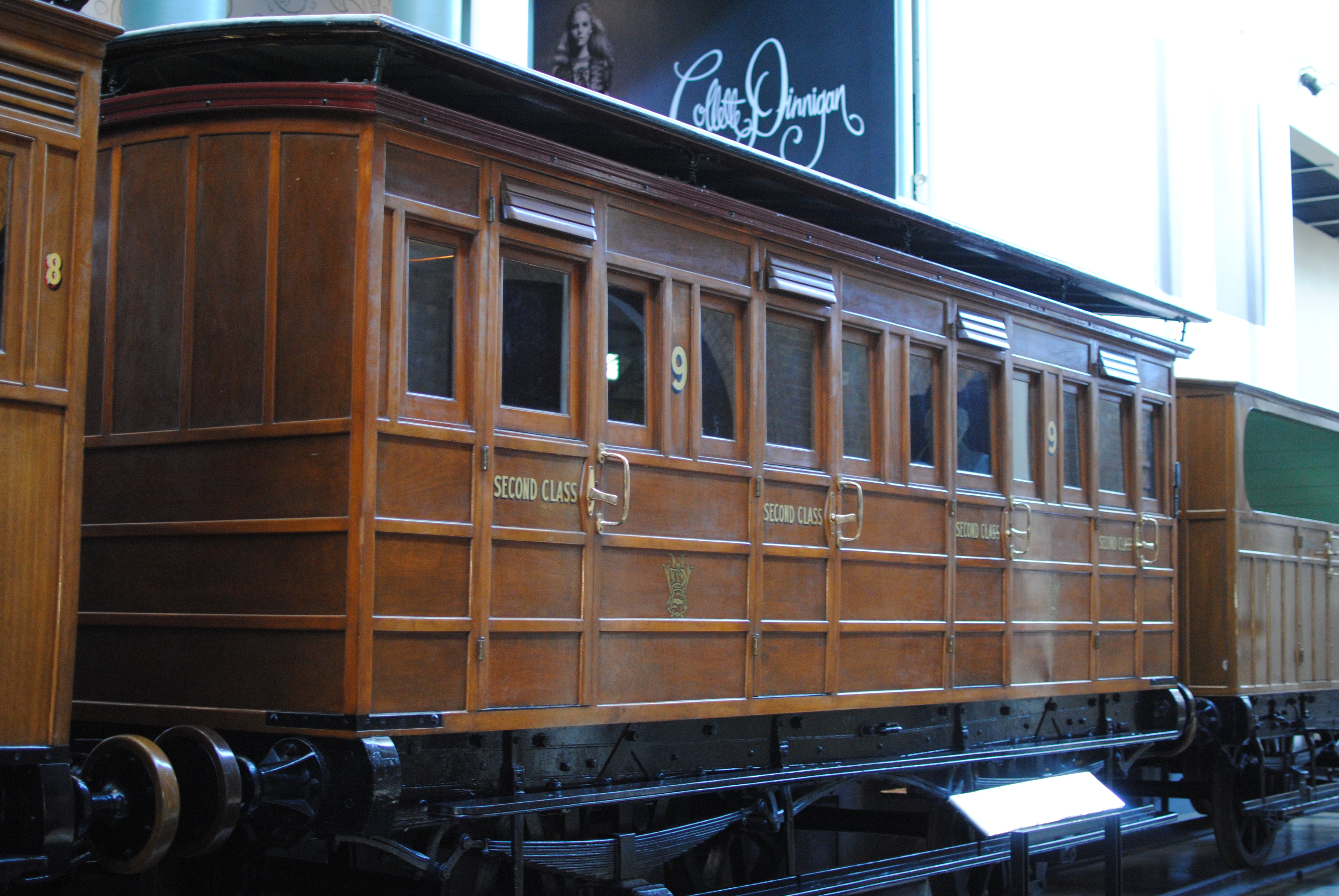
1854年二等車廂，由約瑟夫·賴特父子建造，現藏於雪梨動力博物館

本公司成立於1863年，前身為都城鐵路車輛公司（英語：Metropolitan Railway Carriage and Wagon Company Ltd），是約瑟夫·賴特父子（Joseph Wright and Sons）的繼任者。約瑟夫·賴特於1837年為倫敦－南安普頓鐵路以及1838年為倫敦－伯明翰鐵路建造了客車。1845年，約瑟夫父子將車廂工程從倫敦搬到了伯明翰，並在那裡購買了薩爾特利的6英畝（2.4公頃）草地，毗鄰伯明翰－德比樞紐鐵路線。1854年，該公司為雪梨至新南威爾士州帕拉馬塔線建造了首批12節車廂，這是澳洲第一條於1855年開通的公共鐵路。其中幾節車廂現在位於雪梨的動力博物館。

### 都城聯合鐵路車輛公司時期
1902年，該公司與其它四家車輛製造商合併：艾西伯利鐵路車輛公司、布朗－馬歇爾公司、蘭卡斯特鐵路車輛公司（Lancaster Railway Carriage and Wagon Company Ltd.）和奧爾德伯里鐵路車輛公司（Oldbury Railway Carriage and Wagon Company Ltd.），以及成為都城聯合鐵路車輛公司（英語：Metropolitan Amalgamated Railway Carriage and Wagon Company Ltd.）。

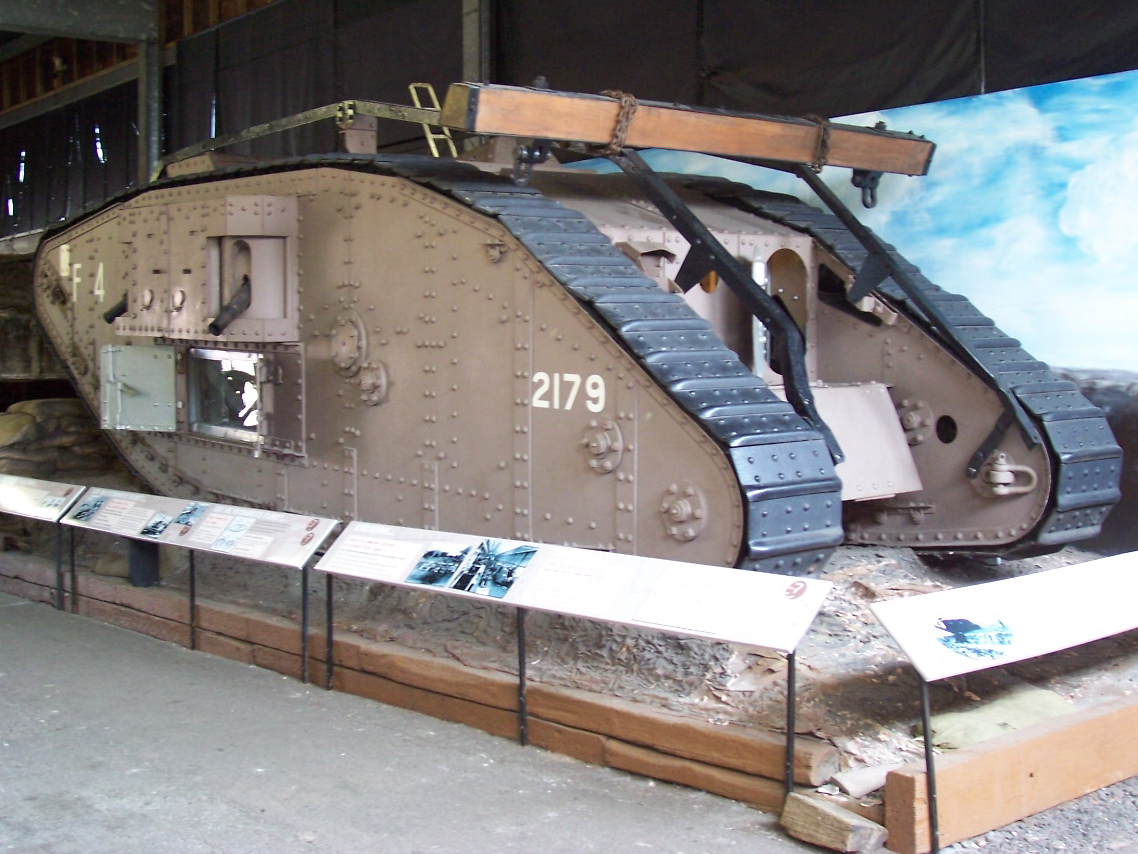
調情二號（Flirt II），一戰第四型坦克，由都城製造

都城在一戰期間被承包為英國軍隊的新型坦克製造商。該公司製造了全部400輛第五型坦克和700輛改進的第五型*坦克，是在戰爭中服役的最發達的重型坦克設計。
1917年，都城鐵路車輛公司和維克斯公司共同控制了英國西屋公司。1919年，維克斯收購了都城的股份，並將公司更名為都城－維克斯公司。到1926年，公司再次更名為都城運輸車輛金融公司（英語：Metropolitan Carriage, Wagon and Finance Company Ltd.）。 1929年，嘉慕萊爾德公司的鐵路機車車輛業務被合併為都城嘉慕（英語：Metropolitan-Cammell Carriage and Wagon Company Ltd），由此產生的公司被部分擁有維克斯和嘉慕萊爾德集團。
MCCW還製造了巴士車身。1932年，都城嘉慕威曼由MCCW的巴士車身製造業務和威曼汽車車身組成。在二戰中，都城再次製造了坦克，包括瓦倫丁坦克和Mk.VIII哈里·霍普金斯輕型坦克。兵工廠於1962年關閉，集團管理於1967年集中在沃什伍德希思。

## 阿爾斯通收購至關閉
1989年5月，鐵路業務被出售給GEC阿爾斯通（今阿爾斯通）。在2005年關閉之前，沃什伍德希思工廠建造的最後一批列車是用於西海岸幹線現代化改造的390型“Pendolino”擺式列車。

## 產品

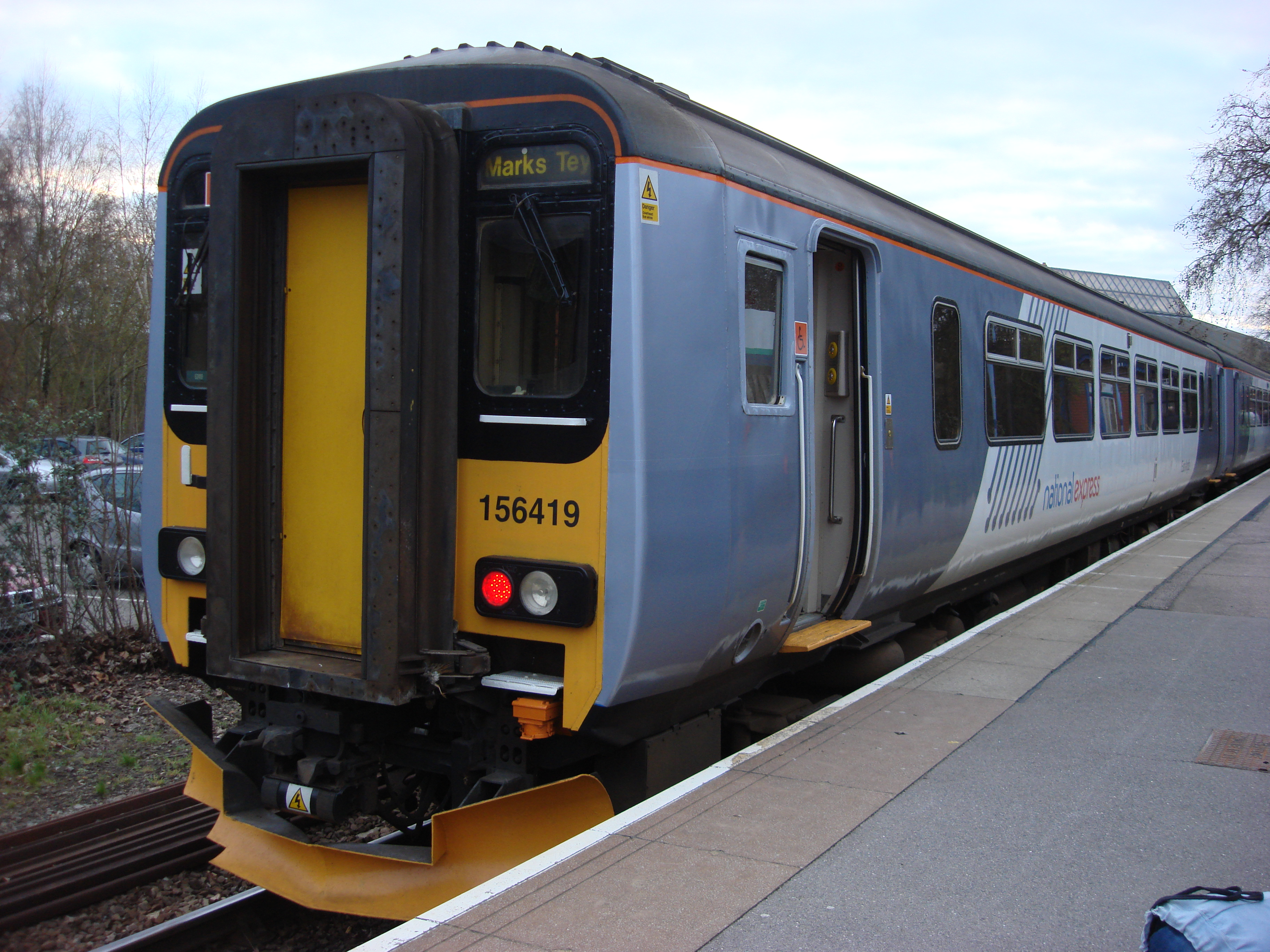
英國鐵路156型“Super Sprinter”柴油動車組

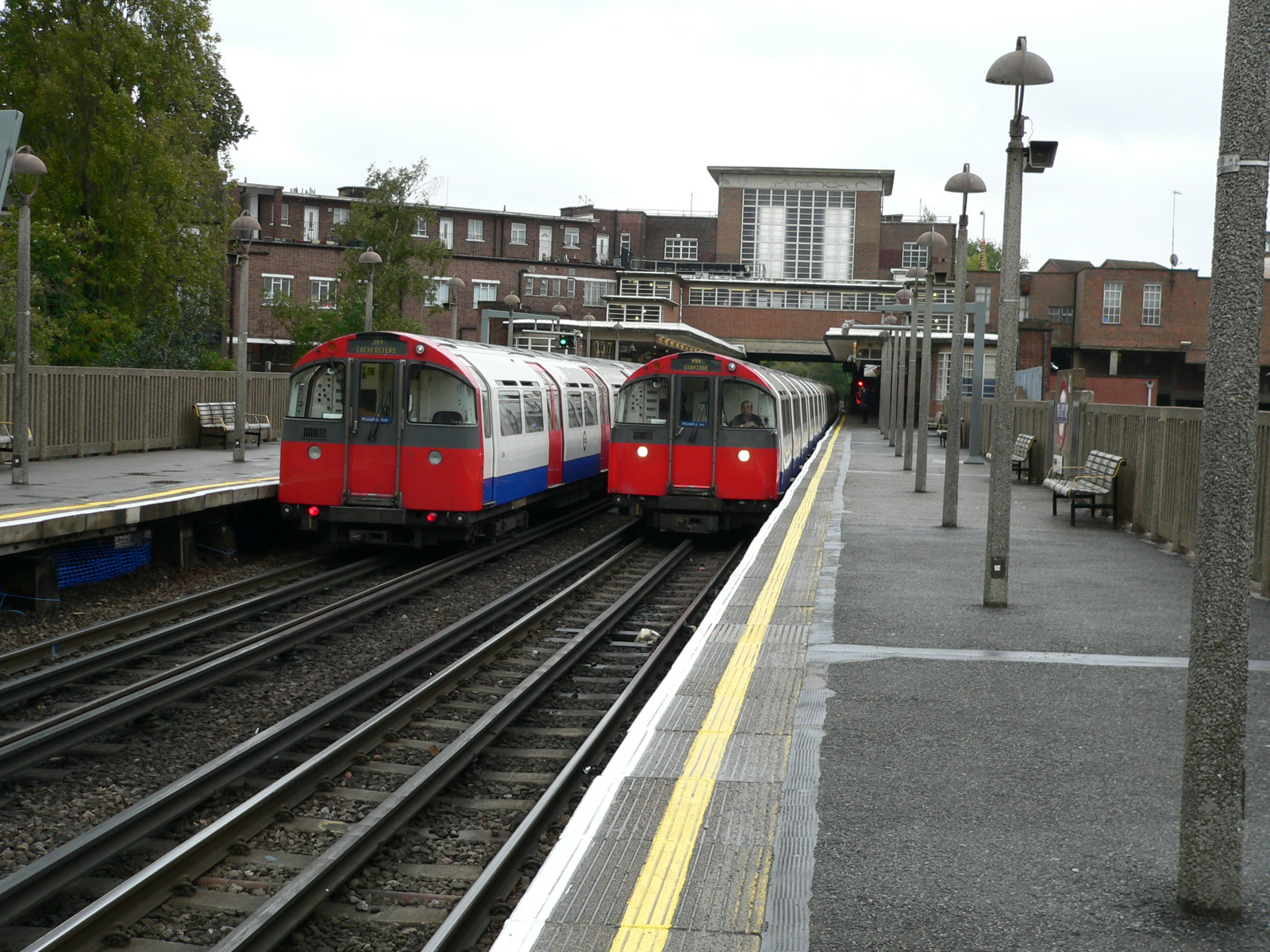
倫敦地鐵1973年型列車

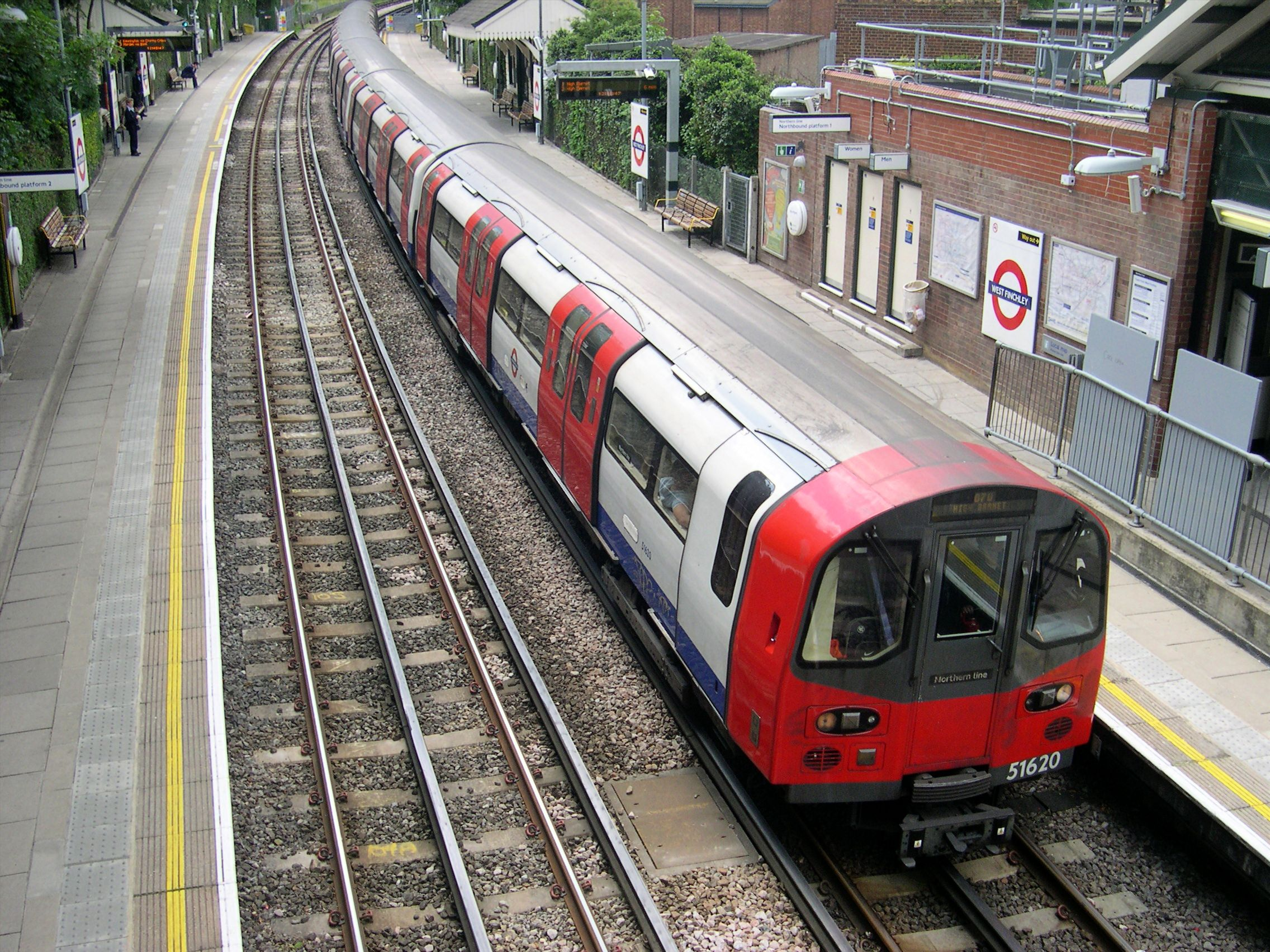
倫敦地鐵1995年型列車

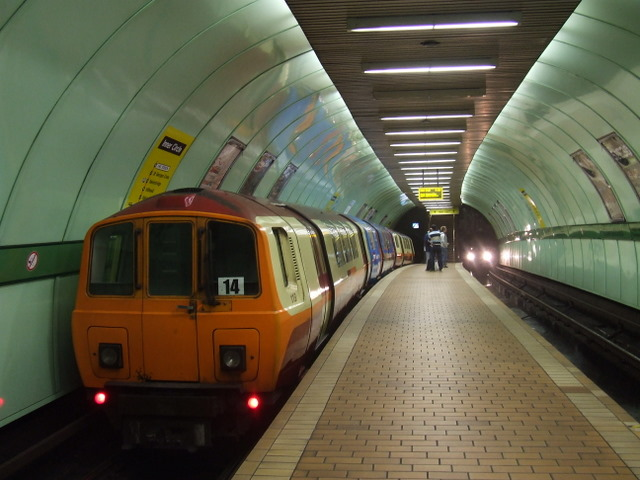
格拉斯哥地鐵列車

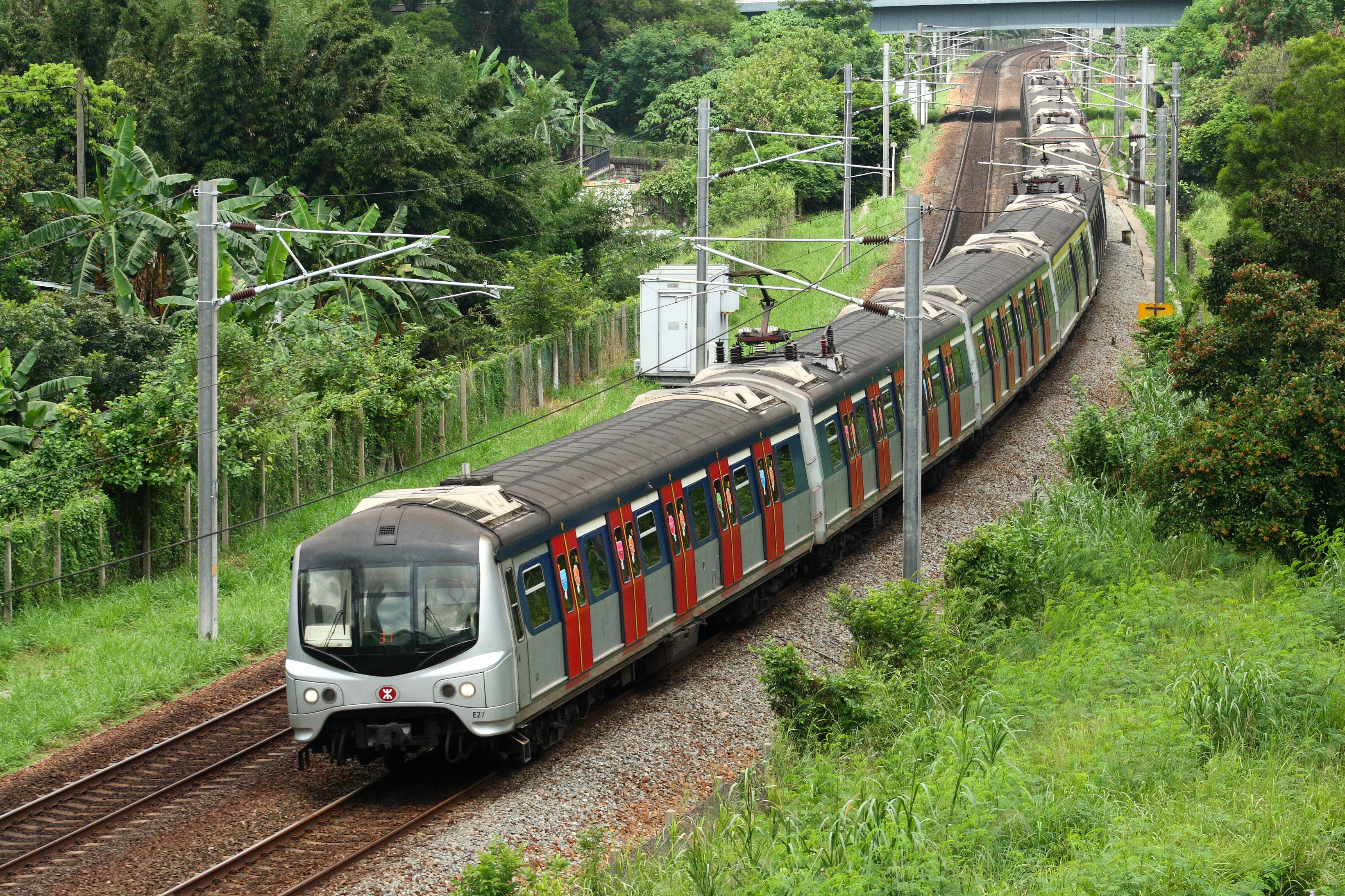
港鐵中期翻新列車（1996-1999年翻新）

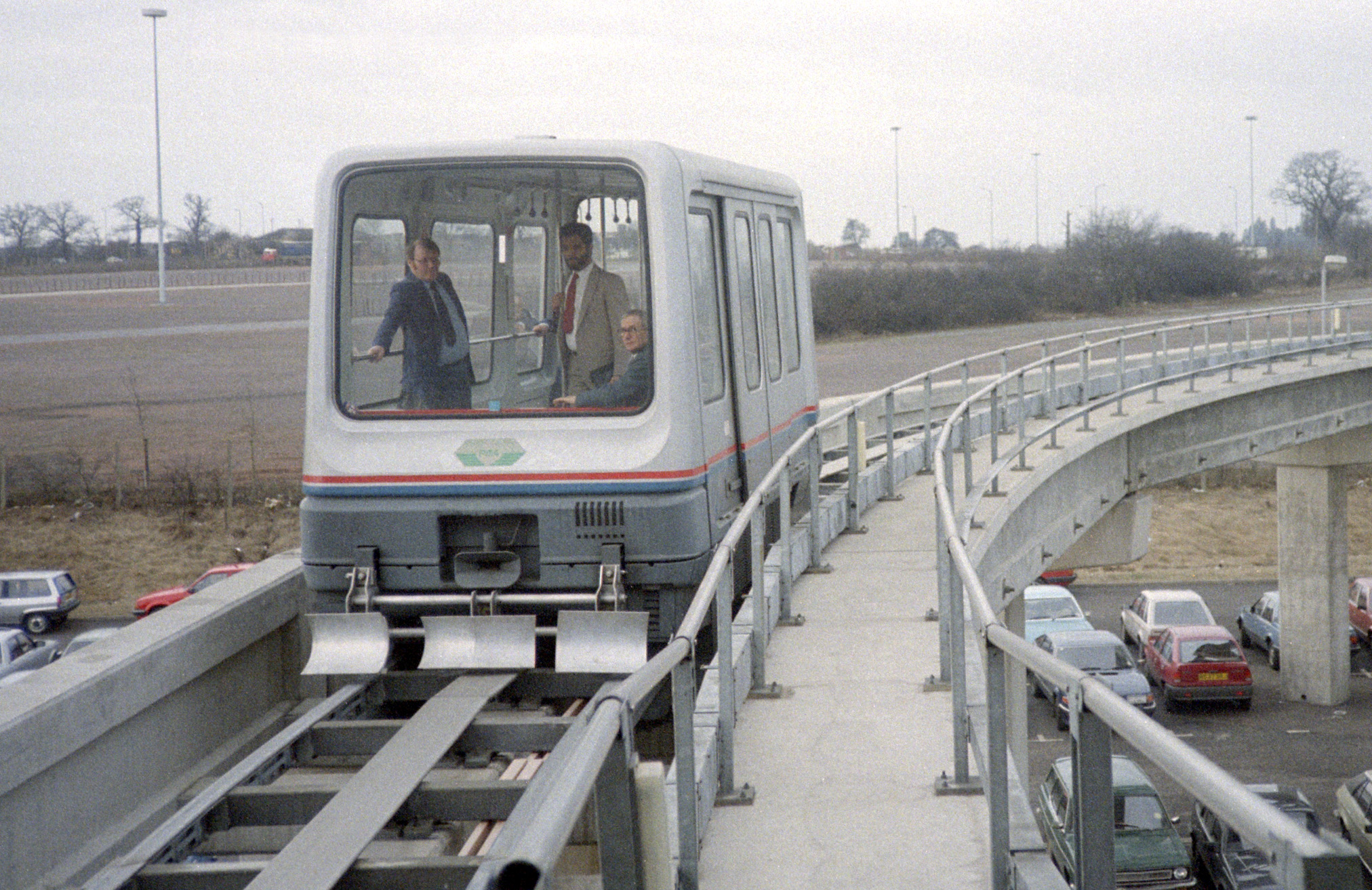
伯明罕磁懸浮系統（1984–1995年）

### 城際列車
- 英國鐵路403型電力動車組（英语：British Rail Class 403）
- 南部鐵路水晶宮電聯車（英语：SR Class CP）
- 南部鐵路寇斯頓登和瓦靈頓電聯車（英语：SR Class CW）
- 倫敦及東北鐵路泰恩賽德電聯車（英语：LNER Tyneside electric units）
- 英國鐵路306型電力動車組（僅驅動電機和中間拖車）
- 英國鐵路506型電力動車組（英语：British Rail Class 506）（僅驅動電機和中間拖車）
- 藍色波曼特快車（英语：Blue Pullmans）
- 英國鐵路都城嘉慕輕型柴聯車（英语：British Rail Metro-Cammell Lightweight）
- 英國鐵路101型電力動車組（英语：British Rail Classes 101 and 102）
- 英國鐵路111型電力動車組（英语：British Rail Class 111）
- 英國鐵路151型電力動車組（英语：British Rail Class 151）
- 英國鐵路156型電力動車組（英语：British Rail Class 156）
- 英國鐵路373型電力動車組
- 英國鐵路456型電力動車組（英语：British Rail Class 465）
- 英國鐵路466型電力動車組（英语：British Rail Class 466）
- 英國鐵路483型電力動車組（最初建造為倫敦地鐵1938年型列車（英语：London Underground 1938 Stock））
- 英國鐵路503型電力動車組（英语：British Rail Class 503）
- 英國鐵路4型客車
- 阿蘭達特快（英语：Arlanda Express）（X3型電力動車組）
- 維亞鐵路renaissance (单节有轨列车)
- 港鐵中期翻新列車，俗稱「烏蠅頭」、「MLR」（2022年退役）

### 地鐵列車

#### 倫敦地鐵
- 倫敦地鐵標種型列車（英语：London Underground Standard Stock）（貝克盧線、中央線，皮卡迪利線和北線）
- 倫敦地鐵1935年型列車（英语：London Underground 1935 Stock）（中央線）
- 倫敦地鐵1938年型列車（英语：London Underground 1938 Stock）（北線、貝克盧線、皮卡迪利線，東倫敦線和中央線）
- 倫敦地鐵R49和R59型列車（英语：London Underground R Stock）（區域線）
- 倫敦地鐵1959年型列車（英语：London Underground 1959 Stock）（皮卡迪利線，後為是貝克盧線和北線）
- 倫敦地鐵1962年型列車（英语：London Underground 1962 Stock）（中央線）
- 倫敦地鐵1967年型列車（英语：London Underground 1967 Stock）（維多利亞線）
- 倫敦地鐵C69和C77型列車（英语：London Underground C69 and C77 Stock）（環線，區域線和漢默史密斯和城市線）
- 倫敦地鐵1972年型列車（貝克盧線）
- 倫敦地鐵1973年型列車（英语：London Underground 1973 Stock）（皮卡迪利線）
- 倫敦地鐵D78型列車（英语：London Underground D78 Stock）（區域線）
- 倫敦地鐵1983年型列車（英语：London Underground 1983 Stock）（銀禧線）
- 倫敦地鐵1986年型列車（英语：London Underground 1986 Stock）（中央線）
- 倫敦地鐵1995年型列車（北線）
- 倫敦地鐵1996年型列車（銀禧線）
- 倫敦地鐵電池電力機車（英语：London Underground battery-electric locomotives）

#### 其它系統
- 格拉斯哥地鐵列車（英语：Glasgow Subway rolling stock）
- 泰恩－威爾地鐵列車（英语：Tyne and Wear Metrocars）
- 港鐵市區綫現代化列車，俗稱「白頭」、「M-Train」（2022年起至2030年退役）
- 港鐵迪士尼綫列車，由港鐵市區綫現代化列車改裝。
- 伯明罕磁懸浮系統

## 延長閱讀
- Pullen, Richard.  2nd. Tucann. 2007. ISBN 978-1-873257-79-1.
- Pritchard, Robert; Fox, Peter; Hall, Peter. . Sheffield: Platform 5 Publishing. 2009. ISBN 978-1-902336-70-1.
- Hardy, Brian.  15th. Harrow Weald: Capital Transport. 2002 [1976]. ISBN 1-85414-263-1.
- Connor, Piers. . Hemel Hempstead: London Underground Railway Society. 1983. ISBN 0-9508793-0-4.

## 外部連結
- MCW archives at the Historical Model Railway Society, at Butterley in Derbyshire
- Metro-Cammell website （页面存档备份，存于）